# Bennie Bluhm

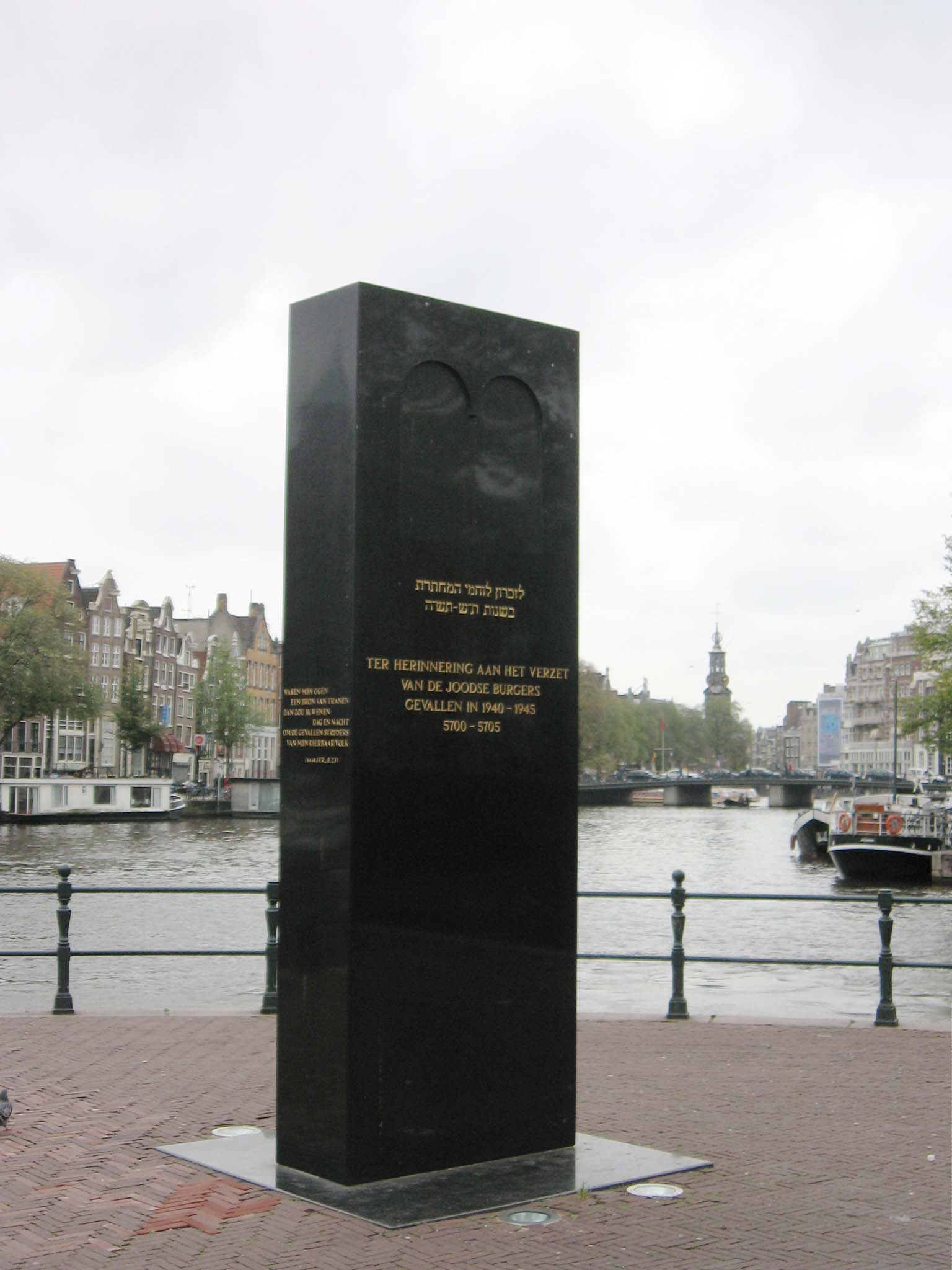
Het Joods Verzetsmonument in Amsterdam. Bluhm was een van de initiatiefnemers, maar maakte de plaatsing ervan niet meer mee.

Barend (Bennie, ook wel Beertje genoemd) Bluhm (Amsterdam, 1 mei 1917 – aldaar, 12 juni 1986) was een Nederlandse verzetsstrijder. Hij was betrokken bij het Joods verzet tijdens de Tweede Wereldoorlog.

## Levensloop
Bluhms grootvader vluchtte weg uit Rusland vanwege de pogroms die tegen Joden waren gericht. In zijn jeugd was Bluhm betrokken bij de Arbeiders Jeugd Centrale. Rond 1936 werd hij lid van de Communistische Partij Holland. Via Lard Zilverberg kwam hij aanraking met het boksen, eerst bij DOS en daarna bij de Joodse boksvereniging Maccabi, voordat hij bij de gemengde boksvereniging Olympia uitkwam. In 1937 bracht Bluhm een bezoek aan Duitsland, waar hij verschillende Joodse families ontmoette die erg leden onder de nazi-vervolgingen. Hij hielp een aantal mensen om naar Nederland te ontkomen.
Na de Duitse inval in mei 1940 kreeg de Joodse gemeenschap te maken met toenemende treiterijen. Zo dwong de Weerbaarheidsafdeling, de geüniformeerde ordedienst van de Nationaal-Socialistische Beweging caféhouders in Amsterdam om de bordjes Verboden voor Joden op te hangen. In de hoofdstad vormde ontstonden de eerste Joodse knokploegen, waarvan veel leden een boksachtergrond hadden, inclusief Bluhm.
In de vroege avond van 11 februari 1941 marcheerde een groep zingende WA'ers het Waterlooplein op en werden daar opgewacht door een Joodse knokploeg bestaande uit tachtig tot honderd man, waaronder Bluhm en Zilverberg. Zij werden bijgestaan door een communistische knokploeg. Bij het gevecht dat daarop volgde kwam de NSB'er Hendrik Koot om het leven. Deze gebeurtenis werd door de NSB in propagandistische zin aangegrepen om fel tegen de Joden te keer te gaan.
De Duitse bezetter reageerde op 22 en 23 februari met twee grote razzia's waarbij meer dan vierhonderd Joodse mannen werden opgepakt, die uiteindelijk op transport naar het concentratiekamp Mauthausen werden gezet. Slechts twee van hen keerden na de oorlog levend terug. Bluhm wist bij de razzia maar net de dans te ontspringen. De razzia's, die in het openbaar plaatsvonden, zorgden voor een heuse schokgolf en waren de aanleiding tot de Februaristaking. Een paar dagen voor de razzia's hadden de Duitsers al 19 betrokkenen bij het gevecht op gepakt. Drie van hen, waaronder Bluhms vriend Zilverberg, moesten gedwongen poseren met hun "wapens". Zilverberg kwam via Kamp Amersfoort in Mauthausen terecht, waar hij overleed.
Na de Februaristaking raakte Bluhm betrokken bij een communistische verzetsgroep, deels bestaande uit Joden. Zo zochten zij onderdak voor onderduikers, zorgden voor voedselbonnen en kalkten teksten op muren. Bluhms eigen ouders werden halverwege 1942 gedeporteerd. In augustus 1944 werd Bluhm zelf ook opgepakt voor de Arbeitseinsatz. Hij weigerde en werd daarop als strafgeval overgebracht naar Kamp Westerbork. Op dat moment vonden er geen transporten meer plaats.
In april 1945 werd Westerbork bevrijd door de Canadezen. Bluhm zelf vertrok naar Israël en werd boksinstructeur in het Israëlische leger. Later woonde hij nog in een kibboets, maar kon toch niet goed aarden, waarop hij terugkeerde naar Nederland. Hoewel Bluhm zich na de oorlog bleef beschouwen als communist, werd hij geen lid meer van de CPN, omdat hij in aanraking kwam met antisemitisme binnen die partij en omdat het "voor een jood gevaarlijk is om je te laten registreren".
In de laatste jaren van zijn leven streefde Bluhm naar meer aandacht voor het Joods verzet tijdens de Tweede Wereldoorlog. Samen met oud-verzetsstrijder Chaim Natkiel zette hij zich daarvoor in. Op de dag van zijn begrafenis werd de oprichtingsakte getekend van Stichting Comité Joods Verzet 1940-1945. De stichting zorgde er uiteindelijk voor dat er een monument kwam op de hoek van de Amstel en de Zwanenburgwal in Amsterdam.

## Persoonlijk
Bluhm trouwde aan het begin van de oorlog met een (niet-Joodse) Friezin. Zijn zoontje overleed aan de griep. Hij ontving na de oorlog het Verzetsherdenkingskruis.